# Körmendi Ferenc (író)
Körmendi Ferenc (Budapest, Terézváros, 1900. február 12. – Maryland, 1972. július 20.) magyar író.

## Élete
Körmendi (Hirschler) Gyula (1866–1925) ügyvéd, fővárosi bizottsági tag és Krausz Irén gyermekeként született asszimilálódott zsidó családban. Jogot végzett, majd 1919 és 1922 között a Magyarság című lapban jelentek meg zenekritikái. Kiss József halála után egy ideig A Hét című lap társszerkesztője volt. Évekig mint tisztviselő dolgozott, közben 1921-ben kiadott egy novelláskötet is Mártír címmel, de átütő sikert csak 1932-ben A budapesti kaland című regényével aratott, amikor megnyert egy nemzetközi regénypályázatot, amelyet a londoni A.M. Heath és Chapman & Hall, valamint a New York-i William Morrow könyvkiadók írtak ki. A regényből Magyarországon 15 000 példányt adtak el pár hónap alatt, és ekkor már készült az angol, az amerikai, a német, a holland, a svéd, az olasz, a francia, a spanyol, a dán és a norvég kiadás, amelyeket további tizenkét idegen nyelvű (többek között cseh, szlovák, lengyel, bolgár, finn és szerb) kiadás követett. Később az a Bompiani kiadó jelentette meg ismét számtalan kiadás után 1935-ben Olaszországban.
1934-ben jelentette meg az Athenaeum Irodalmi és Nyomdai Rt.-nél nagyregényét, A boldog emberöltő címmel, amit a kritika élete főművének tart. John Lukacs világhírű történész ezt a regényt 2010-ben az Élet és Irodalom hasábjain egyenesen elfeledett remekműnek tartotta (ld. angolul The Happy Generation 1945, 1949).
1938-ban jelent meg utolsó regénye Magyarországon Tévedés címmel. 1939-ben Londonba emigrált, ahol a BBC magyar osztályának volt munkatársa, majd Brazília érintésével 1946-ban Amerikába költözött. Az 1948-as Könyvhéten jelent meg utolsó magyar nyelvű regénye Így kezdődött címmel. Washingtonban élt, ahol az Amerika Hangja rádiónak dolgozott. 1953-ban Peter Julian álnéven adta ki The Seventh Trumpet című, Magyarországon játszódó és erősen szovjetellenes regényét.
1972-ben Maryland államban halt meg.
Házastársa Hann Arnold és Gold Alojzia lánya, Marianna (1900–1973) volt, akit 1923. augusztus 26-án Budapesten vett nőül.